# كلية الطب التقويمي بجامعة أيه.تي. ستيل (ميسا)
كلية الطب التقويمي بجامعة أيه.تي. ستيل (ميسا) (بالإنجليزية: A.T. Still University College of Osteopathic Medicine at Mesa)‏ هي إحدى الكليات لتدريس الطب في الولايات المتحدة الأمريكية. تقع في مدينة ميسا في ولاية أريزونا الأمريكية. نوع الشهادة الطبية التي يتم تحصيلها هناك هي دو.